# Charly Gaul
Charly Gaul, né le 8 décembre 1932 à Pfaffenthal (Luxembourg) et mort le 6 décembre 2005 à Luxembourg, est un coureur cycliste luxembourgeois.
Coureur polyvalent, il a notamment été champion du Luxembourg de cyclo-cross, un coureur de contre-la-montre accompli et un excellent grimpeur. Ses capacités de pur grimpeur lorsque la route s'élève lui valent les surnoms du « Grimpeur ailé » ou de l'« Ange de la montagne ». Il est reconnu pour avoir été un des plus grands grimpeurs du siècle. Il remporte le Tour de France 1958 ainsi que quatre étapes. Il s'adjuge également le Tour d'Italie en 1956 et 1959. Il apprécie particulièrement les mauvaises conditions météorologiques, dans lesquelles il parvient à creuser des écarts gigantesques et à bouleverser les classements.
Charly Gaul passe professionnel en mai 1953 chez Terrot. Durant sa carrière, son lieutenant est Marcel Ernzer. Il dispute sa dernière saison professionnelle en 1965. Après sa carrière, il vit en ermite, et perd beaucoup de sa mémoire. Il a été sacré sportif luxembourgeois du siècle en 1999.

## Biographie

### Enfance et débuts

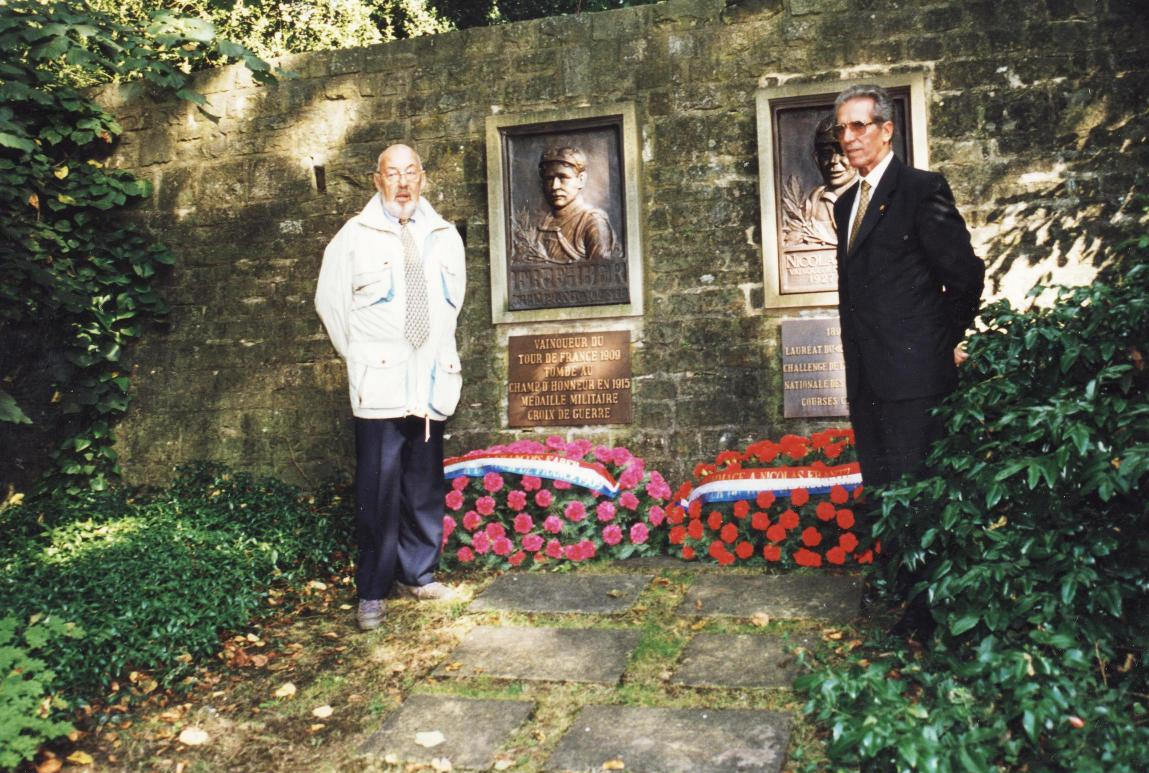
Charly Gaul (à gauche) et Federico Bahamontes devant le monument des autres vainqueurs luxembourgeois du Tour de France, François Faber et Nicolas Frantz (en 1998).

Charly Gaul du haut de ses 1,74 mètre et de ses 64 kg est un homme frêle avec un visage triste et des jambes particulièrement courtes,. Comme le décrit un auteur, il a « un regard timide, triste sur son visage, marqué par une insondable mélancolie [comme] si une divinité féroce l'avait contraint à une profession maudite au milieu des puissants et implacables coureurs ».
Gaul travaille dans la boutique d'un boucher dans un abattoir à Bettembourg, avant de passer professionnel le 3 mai 1953 au sein de la marque Terrot, à l'âge de 20 ans. Il compte déjà plus de 60 victoires chez les amateurs, ayant commencé à courir en 1949. Il s'est notamment imposé sur la Flèche du Sud, le Circuit des 12 cantons et le GP Général Patton. En 1951, il remporte l'étape qui se termine par la montée du Grossglockner sur le Tour d'Autriche, alors qu'il n'a que 18 ans, un record sur l'épreuve. Il s'agit de sa première course à l'étranger. L'écrivain Charlie Woods écrit :
« Le Grossglockner est légèrement plus élevé que le Mont Ventoux et tout aussi formidable. On peut imaginer le jeune coureur s'engager avec un air penaud sur un tel monstre. Il sait qu'il peut bien grimper sur des côtes ordinaires, mais il s'agit d'un no man's land. À la mi-course, cependant, malgré les avertissements de son manager, sa classe naturelle fait qu'il se trouve seul en tête. Cette démonstration de force est accueillie par une autre, un orage puissant et les premières rafales de pluie ont sans doute refroidi la fièvre de ses travaux et apporté avec elle une atmosphère plus légère. Il a toujours été à l'aise dans les précipitations [...] À tel point que non seulement il gagne l'étape mais bat le record de la montée ».
Sa première course professionnelle est le Critérium de la Polymultipliée, où il termine huitième. En 1953, il termine deuxième du Critérium du Dauphiné libéré, une course par étapes réputée. L'année suivante, il obtient sa première victoire professionnelle au Luxembourg, lors du championnat national de cyclo-cross. Il prend la deuxième place du championnat du Luxembourg sur route (course qu'il remportera six fois), remporte une étape du Dauphiné Libéré et la médaille de bronze lors du championnat du monde sur route.

### Tour de France

#### Premières participations
Gaul court son premier Tour de France en 1953, mais il abandonne dès la sixième étape. Il participe également au Tour 1954, où il abandonne une nouvelle fois avant l'arrivée. Il s'aligne sur le Tour 1955 après avoir remporté le montagneux Tour du Sud-Est et terminé troisième du Tour de Luxembourg. Il concède beaucoup de temps sur les étapes de plaine de début de Tour, pas aidé en étant dans une équipe faible. Sa riposte commence dans les Alpes, où la première étape emmène les coureurs de Thonon-les-Bains à Briançon. Il attaque et lâche le grimpeur néerlandais Jan Nolten. Au col du Télégraphe, il compte une avance de cinq minutes sur ses poursuivants ; au col du Galibier son avance est de 14 minutes et 47 secondes. À l'arrivée, il grimpe de la 37e à la 3e place. Le lendemain, il réalise un nouveau numéro en solitaire, mais bien parti pour gagner, il chute en descendant sous la pluie. Il attaque à nouveau lorsque la course atteint les Pyrénées et remporte la 17e étape (de Toulouse à Saint-Gaudens) devant le futur vainqueur Louison Bobet. Il remporte le classement de la montagne et termine troisième à Paris.
Après une victoire âprement disputée lors du Tour d'Italie 1956 (au cours duquel il s'adjuge trois étapes, dont une avec huit minutes d'avance), Charly Gaul se trouve à pratiquement une demi-heure des meilleurs après six étapes dans le Tour de France 1956, mais il reste convaincu qu'il peut combler l'écart dans les étapes de montagne. Il remporte à nouveau le classement de la montagne et deux autres étapes - le contre-la-montre en côte de la troisième étape et la 18e étape qui arrive à Grenoble. Mais ses efforts ne lui permettent pas de terminer mieux que 13e du classement final.
Il prend part au Tour 1957, mais il abandonne après deux jours sans victoire d'étape.

#### Victoire en 1958
Charly Gaul est à nouveau au départ du Tour en 1958. Troisième du dernier Giro, il domine ce Tour où il remporte quatre étapes, dont les trois contre-la-montre de cette édition. Il bat même Anquetil lors du difficile contre-la-montre de Châteaulin. Il gagne également l'étape chronométrée de l'ascension du Mont Ventoux. Son temps d'ascension en 1 h 2 min 9 s par le versant du côté de Bédoin (qui à l'époque contient une partie sur secteur pavé dans les premiers kilomètres et une route mal goudronnée au sommet), reste longtemps le record jusqu'à ce que Jonathan Vaughters le batte 31 ans plus tard lors du Critérium du Dauphiné libéré.
Le dernier jour dans les Alpes, son manager, Jo Goldschmidt, en voyant la pluie tomber, réveille Gaul par ses mots : « Viens soldat ... C'est ton jour ». En regardant la pluie froide, Gaul se réveille à la fois heureux et en colère en se rappelant la façon dont il a été privé du Giro l'année précédente. Il a été attaqué alors qu'il s'est arrêté au bord de la route (voir ci-dessous). Beaucoup de coureurs ont profité de son arrêt, mais il a surtout accusé Louison Bobet, un homme raffiné et timide, tout le contraire de Gaul, plutôt considéré comme grossier et brusque. Il conservera un sentiment de haine envers Bobet. Il demande à son bourreau avant le début de l'étape. L'impact est d'autant plus grand que les deux s'étaient à peine adressé la parole depuis le Giro. « Vous êtes prêt, Monsieur Bobet ? », a-t-il demandé, en mettant l'accent exagérément sur le Monsieur. « Je vais vous donner une chance. Je vais attaquer dans la montée de Luitel. Je vais même vous dire dans quel virage. Vous voulez gagner le Tour plus que moi ? Facile. Je vous ai dit ce que vous devez savoir ».
Un prix de 100 francs est octroyé pour le passage au col du Lautaret en la mémoire du fondateur de la course, Henri Desgrange. Le Néerlandais Piet van Est le remporte, avec Federico Bahamontes juste derrière lui. Un petit groupe s'échappe dans la descente et possède huit minutes sur le reste. Gaul mène la chasse et distance les coureurs les uns après les autres. L'Espagnol Salvador Botella, huitième du général, ne peut suivre le rythme de Gaul et abandonne en pleurs.

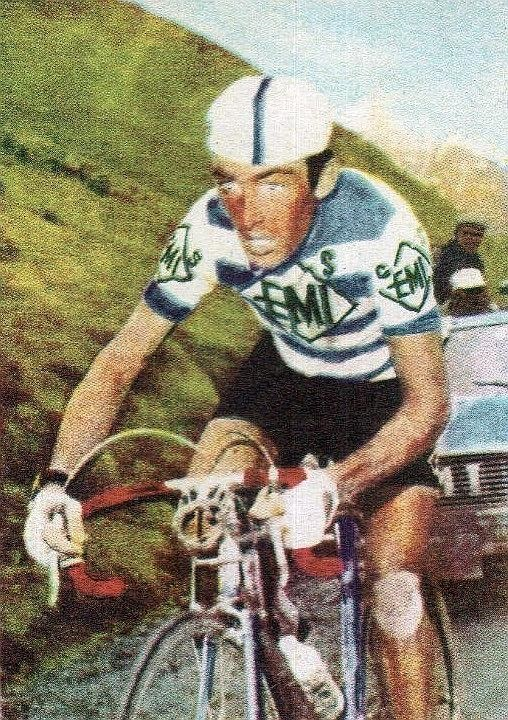
Charly Gaul à la fin des années 1950.

Gaul et Bahamontes se retrouvent seuls après avoir lâché le reste des favoris. Au début, les favoris estiment que Gaul qui a perdu beaucoup de temps plus tôt dans la course n'est plus une menace pour eux et qu'il cherche seulement à s'adjuger le classement du meilleur grimpeur. Puis, lors de la montée vers le col de Luitel, Gaul lâche également Bahamontes. Au sommet, il précède alors Bahamontes d'une minute et possède une avance de trois minutes sur les leaders. Gaul fait la course en tête et progresse à travers un « rideau d'eau, un déluge sans arche », comme L'Équipe le décrira. Michel Clare, journaliste pour le journal raconte : « J'étais sur une moto et j'ai dû m'arrêter à Granier pour boire un grog chaud. J'avais tellement froid que par la suite j'ai attendu une heure avant que je ne puisse commencer à écrire ». 
Quand il commence finalement son rapport dans la salle de presse à Aix-les-Bains, il écrit : « Je me souviens seulement d'un rideau de pluie. Un déluge sans arche. Nous savons maintenant ce que signifie être trempé jusqu'aux os. J'ai pensé à Jacques Anquetil, dont le visage devenait de plus en plus triangulaire et jaune. Un homme s'est échappé de la tempête. Charly Gaul. Enfin, son heure était venue. ». Gaul franchit la ligne en vainqueur au bord du lac du Bourget dans la quasi-obscurité avec un léger sourire, avec 12 minutes d'avance sur le groupe de chasse et 15 minutes d'avance sur le leader, Raphaël Géminiani,. Bobet déclarera : « Je pense que Charly n'est pas un coureur comme les autres. Raphaël perd 14 minutes. J'en perds 19 et Jacques que j'ai escorté un moment en perd 23 ! Des écarts pareils, ça ne se fait plus, ce sont des écarts des Tours d'avant-guerre et ça me fait penser que Charly est peut-être un coureur de jadis égaré parmi nous... En fait, je pense que Charly n'est pas un homme. C'est un être surnaturel ».
À la suite de sa chevauchée, il se replace à la troisième place. Deux jours plus tard, Gaul refait son retard de 67 secondes dans le contre-la-montre sur un circuit difficile à Dijon. Le Tour de France 1958 reste célèbre comme le Tour des Judas. Alors que Géminiani et Bobet chassent derrière Gaul, Géminiani demande à son compatriote de l'aider. Bobet ne peut pas ou ne veut pas. Il avait une personnalité fragile, il souffrait et il a été très probablement démoralisé par le sarcasme et l'arrogance de Gaul. Qui plus est, les deux hommes ne font pas partie de la même équipe: équipe de France pour Bobet, équipe régionale du Centre-Midi pour Geminiani, qui était un bon grimpeur mais pas avec la classe de Gaul. À l'arrivée, Géminiani qui a perdu son avance d'un quart d'heure, a accusé publiquement Bobet et toute l’équipe de France de le trahir, les qualifiant de « Judas ». Furieux de ne pas avoir été sélectionné en équipe nationale, il leur avait pourtant déclaré la guerre dès le départ du Tour.

#### Derniers Tours
En 1959, il termine douzième du Tour. Il perd du temps dans la chaleur des Pyrénées, mais remporte à nouveau l'étape de Grenoble devant le futur vainqueur Federico Bahamontes.
Gaul manque le Tour 1960. En 1961, il se classe en troisième position et remporte la neuvième étape à Grenoble. Il chute dans les Alpes lors de la descente du Cucheron, il s'en sort avec des ecchymoses à la hanche, à l'épaule et au genou. Au début de la dernière étape, il occupe la deuxième place derrière Anquetil. Guido Carlesi attaque, alors que le Tour est entré dans son dernier kilomètre et il parvient à rattraper son retard de quatre secondes sur Gaul, reléguant le Luxembourgeois sur le troisième marche du podium. 
En 1962, il prend la neuvième place sans victoires d'étapes. Ce Tour est disputé par équipes de marques plutôt que par équipes nationales pour la première fois depuis 1929, et Gaul ne faisait pas partie d'une des équipes les plus fortes. Il dispute son dernier Tour de France en 1963, mais il abandonne sans gagner d'étapes.

### Tour d'Italie

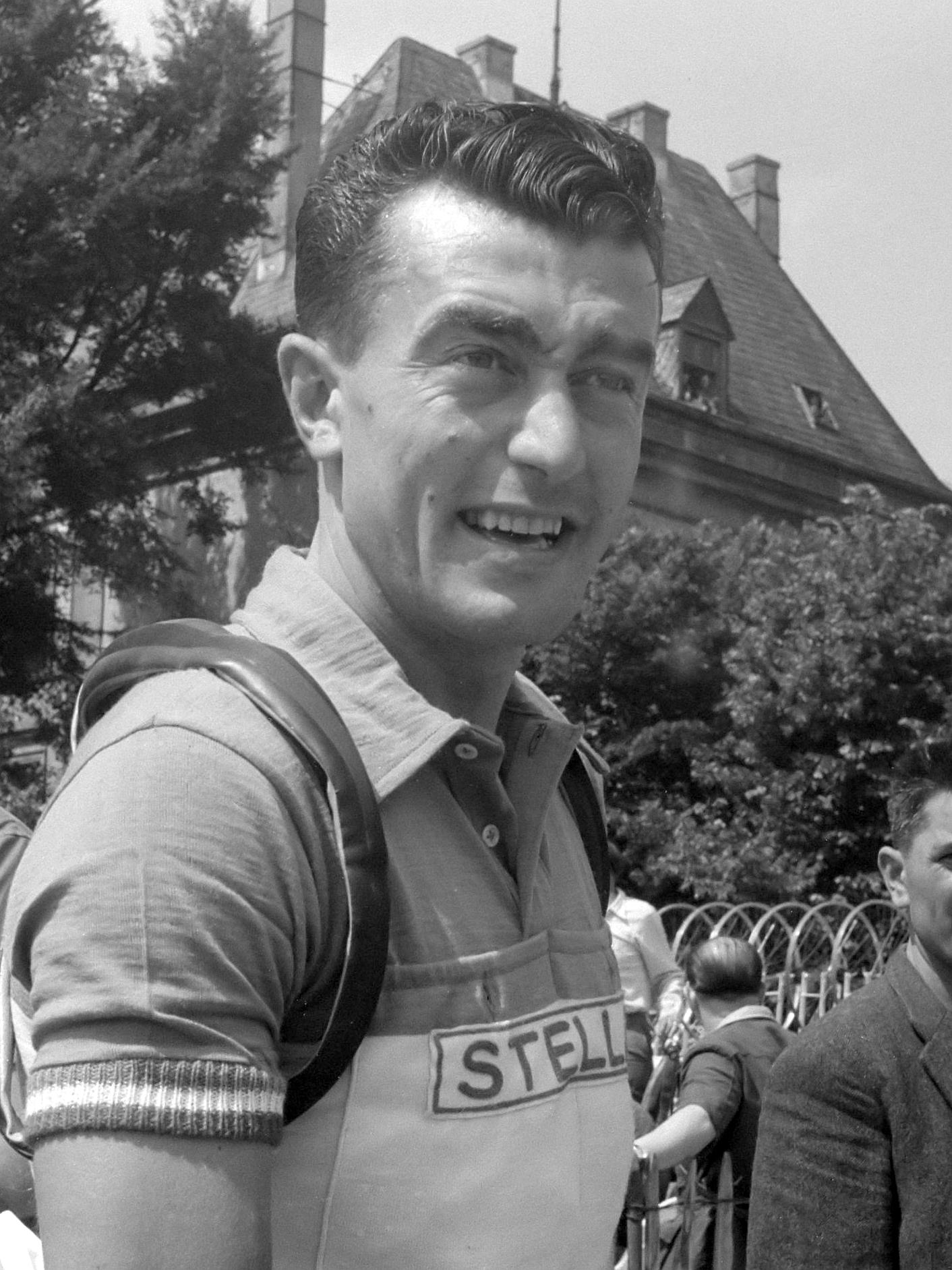
Louison Bobet (ici en 1951).

Charly Gaul remporte le Tour d'Italie en 1956 et 1959. Il construit sa victoire en 1956 en s'échappant du peloton des favoris dans l'étape arrivant au Monte Bondone avec encore 88 kilomètres à faire. Largement distancé au général la veille, au soir de la 18e étape (24e à plus de 16 minutes), il passe à l'attaque lors de l'étape suivante entre Merano et le Monte Bondone disputée dans des conditions apocalyptiques. En effet, après un départ sous la pluie, c'est la neige qui fait son apparition accompagnée de température approchant les −10 °C. Plus de 40 coureurs vont abandonner, dont le maillot rose Pasquale Fornara. Gaul l'emporte au Monte Bondone avec plus de 8 minutes d'avance sur le second et reprend le maillot rose qu'il conserve jusqu'à Milan. L'exploit accompli par le Luxembourgeois durant cette étape est considéré par certains comme l'un des plus grands de l'histoire du cyclisme. À l'arrivée, il fait si froid qu'il est aidé pour descendre de son vélo et qu'il s'est arrêté pour prendre un verre pendant l'étape. René de Latour pour Sporting Cyclist raconte :

« Une recherche était en cours pour un homme disparu. Le chercheur en chef était l'ancien champion du monde Learco Guerra, devenu directeur de l'équipe Faema. L'homme qu'il cherchait était Charly Gaul, qui n'avait pas été vu depuis 20 minutes. Guerra conduisait sa voiture sur le col de la montagne, regardant à travers le pare-brise obstrué, quand, par pur hasard, il aperçut un vélo appuyé contre le mur d'une minable trattoria de montagne. « C'est le vélo de Charly ! », s'écria-t-il à son mécanicien. »

« Ils se sont précipités dans le bar et là, assis sur une chaise en sirotant un café chaud, se trouvait Charly Gaul, épuisé, pouvant à peine parler. Guerra connaissait les cyclistes. Il se mit à parler doucement à Gaul. « Prends ton temps, Charly », dit-il. « Nous allons prendre soin de toi ». Alors un masseur a arraché le maillot humide de Gaul, Guerra avait un peu d'eau réchauffée et il en versa sur le corps du coureur. Puis, il le frotta de la tête aux orteils, le corps de Gaul est revenu progressivement à la vie. Il a perdu ce regard vitreux et en quelques minutes il était un homme nouveau... Avec les encouragements de ses partisans, il a réussi à atteindre le sommet, avec littéralement un mille d'avance sur Fiorenzo Magni, qui a terminé deuxième. Les spectateurs enthousiastes pouvaient à peine croire que les hommes avaient subi de telles difficultés là-haut dans la montagne glacée, »

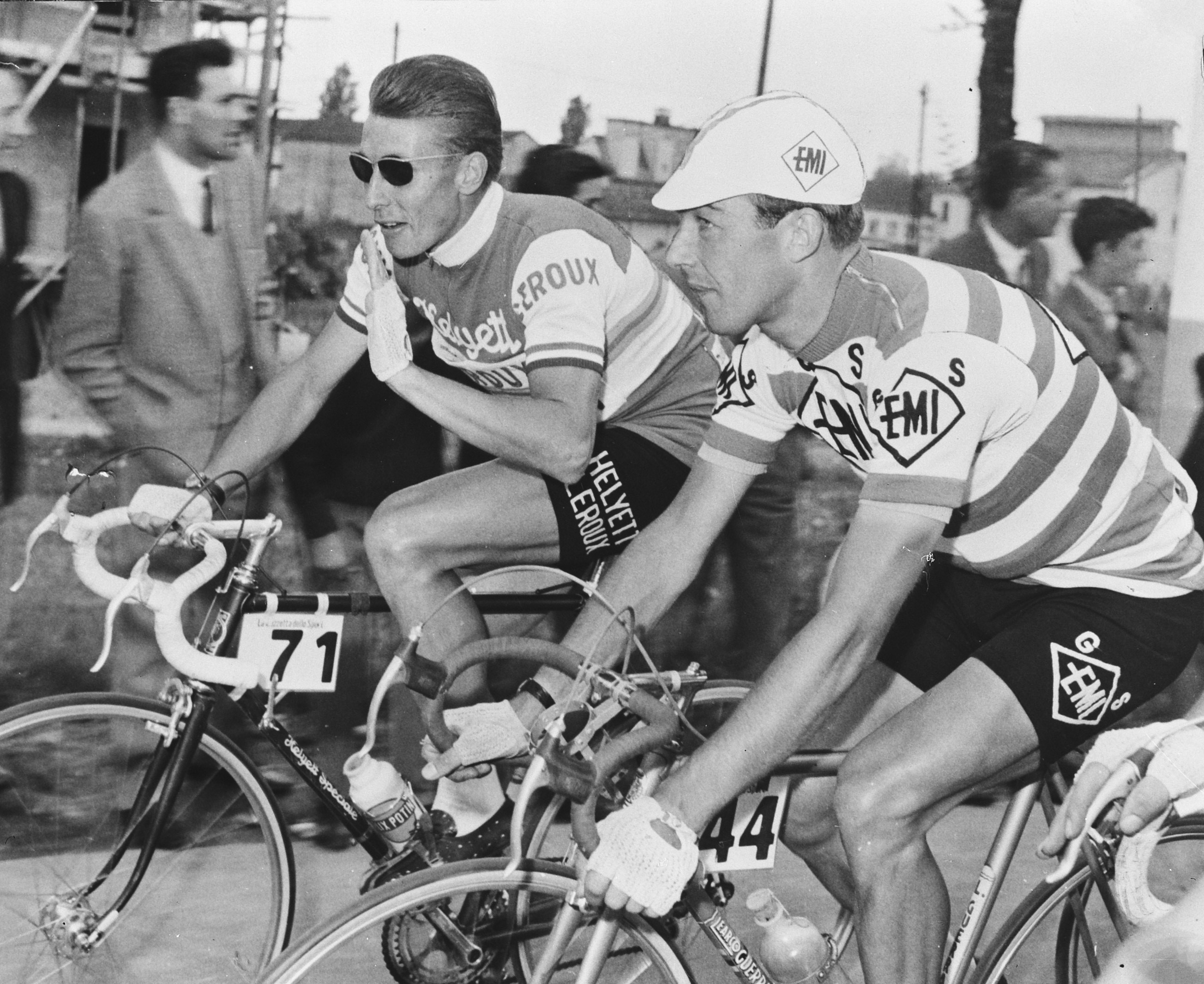
Jacques Anquetil (n°71) et Charly Gaul (n°44) lors de la 4e étape du Tour d'Italie 1959.

Charly Gaul perd le Tour d'Italie 1957 après s'être arrêté pour faire ce qui a été décrit dans les journaux français comme « un besoin naturel » sur la route de Trieste. Ses rivaux, en particulier Louison Bobet et Gastone Nencini en profitent pour l'attaquer. Gaul est fâché par cette violation de son statut de leader et encore plus irrité d'être surnommé « Monsieur Pipi » à la suite de cet incident. Gaul attrape Bobet et lui dit : « Je vais prendre ma revanche. Je vais te tuer. Souviens-toi que j'étais un boucher. Je sais comment utiliser un couteau... ». C'est ce qui a déclenché l'attaque de l'année suivante lors du Tour de France (voir ci-dessus).
En 1959, il s'impose au général en récupérant sur Jacques Anquetil 10 minutes lors des deux dernières ascensions de l'étape de Courmayeur. Lors de l'édition 1960, il remporte une étape et prend la troisième place finale. En 1961, il se classe quatrième.

### Cyclo-cross
Charly Gaul pratique également le cyclo-cross. Il est double champion national de cyclo-cross au début et à la fin de sa carrière professionnelle (1954 et 1962). Il termine également cinquième du championnat du monde en 1956 et en 1962 à domicile. Il gagne des cyclo-cross à Dippach en 1955, Kopstal, Colmar-Berg et Bettembourg en 1956, Schuttrange, Ettelbruck, Kopstal, Bissen et Colmar-Berg en 1957, Alzingen en 1958, et Mühlenbach en 1960.

### Retraite
La carrière de Gaul a pris fin avec le Tour de France en 1962. « Sans le savoir, il montait la pente de son propre déclin », relate Philippe Brunel.

« Il ronchonnait alors qu'il montait les Pyrénées et ses yeux étaient tachetés de sang. À Saint-Gaudens, après que son fidèle coéquipier et colocataire Marcel Ernzer a abandonné, il parlait de sa lassitude : « J'ai peur dans le peloton... L'abus de stimulants, la fatigue [rend les coureurs] maladroits. Combien d'entre eux ont conservé les réflexes dont ils ont besoin ? ». Gaul n'était plus le même. À la fin de la saison, il quitte l'équipe Gazzola, court sans succès pour Peugeot, puis fait un bref retour dans l'équipe Lamote-Libertas. »

Charly Gaul arrête pour de bon sa carrière après une réunion sur piste à Niederkorn en 1965. Il n'a jamais vraiment récupéré de la douleur d'être sifflé par la foule lors de sa dernière apparition sur route dans son pays, courant pour une petite équipe, Lamote, parrainé par une brasserie belge et en étant incapable de réussir quoi que ce soit. Ce jour-là, il s'est réfugié dans un café à Bonnevoie près de la gare de Luxembourg avant de se glisser hors de la vue du public.

### Vie comme un ermite

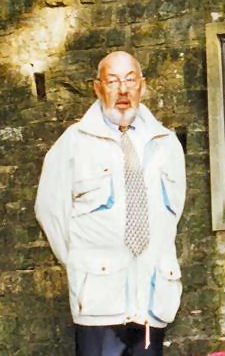
Charly Gaul en 1998.

Après sa carrière, Charly Gaul emménage dans une petite cabane dans une forêt des Ardennes luxembourgeoises. Là, il porte les mêmes vêtements tous les jours — un pantalon vert à motifs, des chaussures de marche cloutées et un pull ou une veste — et se promène avec son chien Pocki. Il possède un téléphone mais ne répond jamais. Il retire son nom de l'annuaire téléphonique. Ses excursions sont rares, il sort seulement pour acheter des biens de tous les jours à des commerçants qui le décrivent comme un homme malade et déprimé, qui n'a pas récupéré de la séparation avec sa seconde femme. Lorsque les journalistes le retrouvent pour lui en demander plus, il leur confirme qu'il est dépressif, mais refuse d'en dire plus.

« Je suis désolé, mais c'était il y a si longtemps. S'il vous plaît, laissez-moi en paix. Je suis juste un vieux grognard, »

Il apparaît anonymement sur le bord de la route pendant le Tour de France, méconnaissable, avec une barbe, les cheveux épars et du ventre.
Son isolement dure jusqu'en 1983, date du 25e anniversaire de sa victoire dans le Tour de France et l'année où il rencontre sa troisième épouse, Josée. Il s'installe avec elle dans une maison de la banlieue sud-ouest de la ville de Luxembourg. Il participe à une interview avec Pilo Fonck sur RTL. « J'étais heureux comme un gamin », dit Fonck. « J'ai eu l'interview de ma vie, celle que tout le monde voulait avoir ». À propos de sa vie comme un ermite, Gaul raconte à Fonck :

« Je m'étais acheté une petite télévision portative, je la branchais sur la batterie de ma voiture pour regarder des étapes du Tour. Quand les batteries étaient déchargées, j'appelais le garagiste. J'avais assez voyagé. Je me suis dit "Tu es heureux ici, en paix". Il n'y avait rien, juste les arbres et l'eau. Je passais mes journées à planter des légumes.
Comment puis-je expliquer ce que j'ai fait ? Eh bien, il est difficile de revenir dans la société normale. Aujourd'hui, bien sûr, je ris à ce sujet, mais cette période est essentielle : sans elle, je n'aurais pas pu faire face à la pente finale, celle de la vieillesse. »

### Reconnaissance publique
Le Grand-Duché de Luxembourg a reconnu le passé de Charly Gaul et son retour à la société en lui offrant un emploi comme archiviste au ministère des Sports. Là, raconte Philippe Brunel, « il pouvait retourner dans le passé, recoller jour après jour, scrupuleusement, le puzzle de sa vie, à la recherche de pourquoi ce besoin d'échapper à la société ».
Les organisateurs du Tour de France l'invitent en 1989 en tant qu'invité lorsque la course s'élance de Luxembourg. Il fait ainsi sa première apparition publique avec sa fille, Fabienne. Il reçoit la médaille du Tour de France de l'organisateur, Jean-Marie Leblanc. Il assiste à une réunion d'anciens vainqueurs du Tour lors de la présentation de l'édition du centenaire en octobre 2002. Il recommence à suivre le cyclisme, en particulier Marco Pantani, le meilleur grimpeur de son époque. Il est invité sur de nombreuses courses, y compris des étapes du Tour. Là, il s'assoit à côté de la tribune et répond aux questions posées par le commentateur, Daniel Mangeas.
En 2013, l'Espagnol Federico Bahamontes fut désigné "meilleur grimpeur de tous les temps du Tour de France" par un jury sélectionné par le journal français l'Équipe. Bahamontes jugea cette reconnaissance "méritée", mais n'était pas du tout d'accord avec la suite du classement, qui reprenait Richard Virenque, Fausto Coppi, Lucien Van Impe... Il affirma que pour lui, le deuxième meilleur grimpeur de tous les temps était Charly Gaul et que Virenque n'arrivait même pas à la cheville de celui-ci. Et de conclure : "Si Virenque est un grimpeur, je suis Napoléon".

### Mort et héritage
Charly Gaul est mort d'une infection pulmonaire deux jours avant son 73e anniversaire, après une chute dans sa maison d'Itzig. Il laisse une femme, Josée, et sa fille, Fabienne. Après son décès, VeloNews écrit : « Gaul courait dans une époque différente, et des coureurs comme lui n'existeront plus jamais. ».
La cyclo-sportive La Charly Gaul est organisée chaque été au Luxembourg en sa mémoire, parfois en présence de sa femme et sa fille.

## Style et aptitudes
Sa légèreté est un avantage dès que la route s'élève, ainsi il remporte le Grand Prix de la montagne du Tour de France en 1955 et 1956. Fait rare pour un coureur léger, il est également un solide rouleur et un bon coureur contre-la-montre. Lors d'un Tour de France, il bat notamment le Français Jacques Anquetil, leader mondial de la spécialité. Gaul pédale rapidement dans les montées, change rarement de rythme, se met rarement en danseuse (il s'agit de se mettre debout sur les pédales, en appui sur le guidon). Son contemporain, Raphaël Géminiani, déclare à propos de Gaul que « C'était un grimpeur assassin, toujours le même rythme soutenu, une petite mécanique avec deux dents de moins que les autres et une vitesse de jambes qui nous écœurait, tac à tac, tac à tac »,. Le journaliste Pierre About écrit que Gaul doté d'une « allégresse irrésistible » avait l'air « d'un ange pour qui rien n'est difficile ».
L'écrivain Jan Heine raconte : « Personne d'autre n'a jamais grimpé aussi vite. Gaul dominait les ascensions à la fin des années 1950, filant sur les cols à des cadences étonnantes. ». Pierre Chany le considère « sans aucun doute, comme l'un des trois ou quatre meilleurs grimpeurs de tous les temps. ».
Philippe Brunel du journal français, L'Équipe écrit : « Dans la fournaise des années 1950, Gaul ne semblait pas rouler contre Bahamontes, Anquetil ou Adriaensens, mais contre des fantômes oppressifs, pour échapper à ses origines modestes, courant sur les crêtes vers de nouveaux horizons, loin de la vie sans surprises qu'il aurait eu s'il était resté au Luxembourg ». Gaul avait plus de difficultés sur les parcours plats et lors des fortes chaleurs. Lors du Tour de France 1957, il abandonne après deux jours, touché par la température de ce que Pierre Chany appellera le « Tour crématoire »,. Il est à son meilleur niveau dans le froid et sous la pluie, remportant la course l'année suivante, après une échappée en solitaire à travers les Alpes lors d'une journée décrite par le journal L'Équipe comme « diluvienne ». C'est la première fois que le Tour est remporté par un pur grimpeur.
L'écrivain Roger St Pierre décrit la victoire de Charly Gaul lors de l'étape disputée dans des conditions dantesques du Tour d'Italie 1956, courue à travers les Dolomites et se terminant par 12 kilomètres de montée du Monte Bondone :

« Charly parcourt en moyenne seulement quatre miles par heure lors des derniers kilomètres en montée de cette étape meurtrière où il s'est effondré à l'arrivée, avant d'être porté à son hôtel puis enveloppé dans une couverture. Mais il avait assuré sa victoire finale en battant son plus proche challenger en ce jour cauchemardesque par de nombreuses minutes. Le reste du peloton se trouve étendu de tout son long à plusieurs heures, certains même ayant arrêté la course pour prendre des bains chauds en cours de route, ! »

Gaul qui était hors-jeu pour la victoire avant cette étape, est passé de la 11e à la première place d'une course qu'il remportera. Jacques Goddet résume dans L'Équipe : « Cette journée a dépassé tout ce qui a été vu avant en termes de douleurs, de souffrances et de difficultés ».
Charly Gaul restera dans l'histoire comme un coureur aux performances variables qui pouvait ravir et décevoir, presque aléatoirement. Il avait du talent dans les courses par étapes où il était capable de gagner le classement général en l'espace d'une seule journée en montagne, mais rien de remarquable dans les classiques d'un jour.

## Personnalité

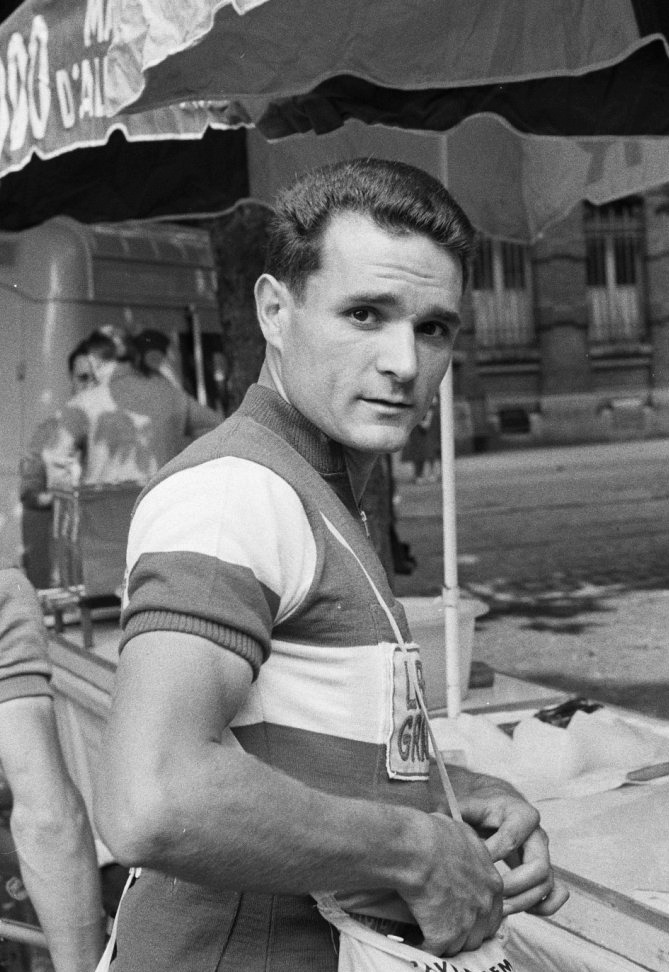
Le Français Henry Anglade, un des rares amis de Charly Gaul.

Durant sa carrière, Charly Gaul est quelqu'un de taciturne, qui parle rarement aux autres personnes, excepté un cercle d'amis composé d'Anglade, Hassenforder, Nencini et Bahamontes. L'écrivain Philippe Brunel décrit sa réputation au sein du monde de la bicyclette comme sulfureuse. « Son éloquence et son assurance semblaient réservées pour le vélo et rien que le vélo », déclare Charlie Woods
Gaul reste populaire auprès des fans, mais pas chez ses rivaux. Roger St Pierre écrit : « Avec son regard enfantin et son style de Jack le tueur de géants, Charly Gaul était aimé par les fans. Il avait ses amis, aussi, comme son fidèle lieutenant Marcel Ernzer qui courait toujours sur un vélo identique, de sorte que son maître ne soit pas mal à l'aise s'il devait l'emprunter après un accident ou une crevaison. Mais, il n'a pas toujours été populaire auprès de ses rivaux, son imprévisibilité, son tempérament d'écolier, son attitude nonchalante sur le plat et son ego parfois insupportable font qu'il n'avait gagné que très peu d'alliés dans le peloton ».
Beaucoup de ses problèmes, d'après l'écrivain Jan Heine, semblent causés par un peloton hostile, qui cherche souvent à faire quelque chose pour le faire perdre. Il partage rarement ce qu'il a gagné avec ceux qui l'ont aidé, dit René de Latour dans Sporting Cyclist. Brian Robinson est membre avec Charly Gaul de l'équipe mixte du Tour de France 1956. Il raconte que Gaul n'avait pas l'intention de discuter de tactiques ou de partager ses prix avec le reste de l'équipe en échange de leur aide :

« Avec le reste de l'équipe, nous étions tous dans le même hôtel et chaque heure je m'attendais à être convoqué à ce que je pensais être une certitude à la veille d'un départ - une réunion pour discuter des tactiques, la répartition des prix en argent, etc. Que cette réunion n'ait pas eu lieu me semble une chose extraordinaire pour moi. Tout le monde avait tenu pour acquis que toute l'équipe Luxembourg [dont Robinson, bien que britannique, faisait partie] roulerait pour Charly Gaul. Une telle réunion aurait eu lieu la veille de la course et mes ordres auraient été de s'occuper de Gaul de Reims à Paris, avec la promesse d'une partie du montant total des prix remportés par l'équipe à la fin. J'aurais obéi à ces ordres jusqu'à ce que j'abandonne. Mais, il n'y avait pas de tels ordres et quand la question du partage des prix a été portée au cours d'un repas, il a éludé la question en répondant « Nous parlerons de cela plus tard. ». »

Lorsque Robinson remporte 250 francs le premier jour et devient le coureur le mieux placé de l'équipe, « beaucoup de mes amis dans les équipes rivales m'ont félicité pour mon effort [mais] le moins enthousiaste de tous semblait être Gaul. ». Des événements similaires ont eu lieu dans d'autres équipes. Gaul court en 1958 au sein d'une équipe en grande partie composée de Néerlandais. Ils ne font rien pour l'aider face au vent sur les étapes de plaine, raconte le coureur français Henry Anglade, qui connaissait bien Charly Gaul. Gaul raconte que les Néerlandais étaient « trop intéressés par leur propre classement ».

## Dopage
Charly Gaul court durant une période qui précède les tests de dépistage et les règles sur l'utilisation des produits dopants. Le dépistage des drogues commence en Belgique, puis en France en 1965, mais peu d'effort sont faits dans le milieu du cyclisme jusqu'à la mort de Tom Simpson lors du Tour de France 1967. Les premiers contrôles dans le Tour de France, à Bordeaux, conduisent à une grève des coureurs le lendemain matin.
Gaul excelle dans des conditions de froid et a plus de mal dans la chaleur. Son rival, Bahamontes, sans nommer Gaul, raconte que personnellement la chaleur lui convient mieux « car alors les autres ne peuvent pas prendre autant d'amphétamines ».
Une conversation rapportée par Miroir Sprint du 10 juillet 1961 effectuée par le journaliste Jacques Périllat rapporte :
« - Dans ce Tour 1961 (...) je suis hélas obligé d'avaler des pilules pour suivre les autres. Un jour ou l'autre je paierai l'addition...
- Des pilules ? Mais tout le monde en prend !
- C'est vrai, tout le monde en prend des pilules, mais tout le monde... n'en prend pas autant que moi ! »[16]

## Palmarès

### Palmarès amateur
| - 1950 - Grand Prix Général Patton - 2eb étape du Circuit des Douze Cantons - 3e du Circuit des Douze Cantons - 1951 - Grand Prix Général Patton - Flèche du Sud - Circuit des Douze Cantons : - Classement général - 1re, 2e, 3eb et 4e étapes - 1re étape du Tour d'Autriche - 3e du Tour d'Autriche | - 1952 - 2e du Tour d'Autriche - 2e de la Flèche du Sud - 2e du Grand Prix François-Faber - 8e du championnat du monde amateurs sur route - 1953 - Flèche du Sud : - Classement général - 1rea étape (contre-la-montre par équipes) |  |

### Palmarès professionnel
| - 1953 - 2e du Critérium du Dauphiné libéré - 3e du Tour de Luxembourg - 3e du championnat du Luxembourg sur route - 6e du championnat du monde sur route - 1954 - Champion du Luxembourg de cyclo-cross - 4e étape du Tour de Luxembourg - Circuit des six provinces : - Classement général - 3e étape - 6e étape du Critérium du Dauphiné libéré - 2e du Tour de Luxembourg - 2e du championnat du Luxembourg sur route - 3e du championnat du monde sur route - 4e du Critérium du Dauphiné libéré - 1955 - Tour du Sud-Est : - Classement général - 7e étape - Tour de France : - Classement de la montagne - 8e et 17e étapes - 3e du Tour de Luxembourg - 3e du Tour de France - 6e du Tour de Romandie - 1956 - Champion du Luxembourg sur route - Tour de Luxembourg : - Classement général - 2e étape - Tour d'Italie : - Classement général - Classement de la montagne - 7e, 14e (contre-la-montre) et 19e étapes - Tour de France : - Classement de la montagne - 4ea (contre-la-montre) et 18e étapes - 3e de la course de côte du mont Faron (contre-la-montre) - 3e de la course de côte du mont Faron (en ligne) - 3e de Rome-Naples-Rome - 5e du championnat du monde de cyclo-cross - 6e du Challenge Desgrange-Colombo - 1957 - Champion du Luxembourg sur route - 2eb étape du Tour de Luxembourg (contre-la-montre) - 2e (contre-la-montre) et 19e étapes du Tour d'Italie - 4e du Tour d'Italie | - 1958 - Course de côte du mont Faron (contre-la-montre) - 3e étape du GP Bali - 14e étape du Tour d'Italie (contre-la-montre) - Tour de France : - Classement général - 8e (contre-la-montre), 18e (contre-la-montre), 21e et 23e (contre-la-montre) étapes - 2e du championnat du Luxembourg sur route - 3e du Tour d'Italie - 3e du Challenge Desgrange-Colombo - 10e de la Flèche wallonne - 1959 - Champion du Luxembourg sur route - 7ea étape de Rome-Naples-Rome - Tour d'Italie : - Classement général - Classement de la montagne - 3e, 7e (contre-la-montre) et 21e étapes - Classement général du Tour de Luxembourg - 17e étape du Tour de France - 1960 - Champion du Luxembourg sur route - 20e étape du Tour d'Italie - 3e du Tour d'Italie - 7e du championnat du monde sur route - 1961 - Champion du Luxembourg sur route - 20e étape du Tour d'Italie - Tour de Luxembourg : - Classement général - 3e étape - 9e étape du Tour de France - 3e du Tour de France - 4e du Tour de Romandie - 4e du Tour d'Italie - 1962 - Champion du Luxembourg sur route - Champion du Luxembourg de cyclo-cross - 5e du championnat du monde de cyclo-cross - 9e du Tour de France |

### Résultats sur les grands tours

#### Tour de France
10 participations
- 1953 : abandon (6e étape)
- 1954 : abandon (12e étape)
- 1955 : 3e du classement général, vainqueur de deux étapes et  du classement du meilleur grimpeur
- 1956 : 13e du classement général, vainqueur de deux étapes (1 contre-la-montre) et  du classement du meilleur grimpeur
- 1957 : abandon (2e étape)
- 1958 :  1er du classement général, vainqueur de quatre étapes (3 contre-la-montre),  maillot jaune pendant deux jours
- 1959 : 12e du classement général et vainqueur d'une étape
- 1961 : 3e du classement général et vainqueur d'une étape
- 1962 : 9e du classement général
- 1963 : abandon (16e étape)

#### Tour d'Italie
7 participations
- 1956 :  1er du classement général et vainqueur de trois étapes,  maillot rose pendant trois jours
- 1957 : 4e du classement général et vainqueur de deux étapes,  maillot rose pendant deux jours
- 1958 : 3e du classement général et vainqueur d'une étape
- 1959 :  1er du classement général,  vainqueur du classement du meilleur grimpeur et de trois étapes,  maillot rose pendant quatorze jours
- 1960 : 3e du classement général et vainqueur d'une étape
- 1961 : 4e du classement général et vainqueur d'une étape
- 1962 : abandon (14e étape)

#### Tour d'Espagne
1 participation
- 1960 : abandon (14e étape)

### Distinctions
En 2002, Charly Gaul fait partie des coureurs retenus dans le Hall of Fame de l'Union cycliste internationale.
- Sportif luxembourgeois de l'année : 1954, 1955, 1956 et 1958
- Trophée Edmond Gentil (exploit cycliste de l'année) : 1958